# 瓦里島
瓦里島（英語：Wari）是巴布亞新畿內亞的一個島嶼，屬於路易西亞德群島的一部分，由米爾恩灣省負責管轄，長4公里、寬1公里，面積2平方公里，最高點海拔高度117米，人口約900。